# 8919 Ouyangziyuan
8919 Ouyangziyuan eller 1996 TU13 är en asteroid i huvudbältet som upptäcktes den 9 oktober 1996 av Beijing Schmidt CCD Asteroid Program vid Xinglong-observatoriet. Den är uppkallad efter Ouyang Ziyuan.
Asteroiden har en diameter på ungefär 6 kilometer.